# Johannes Selenka

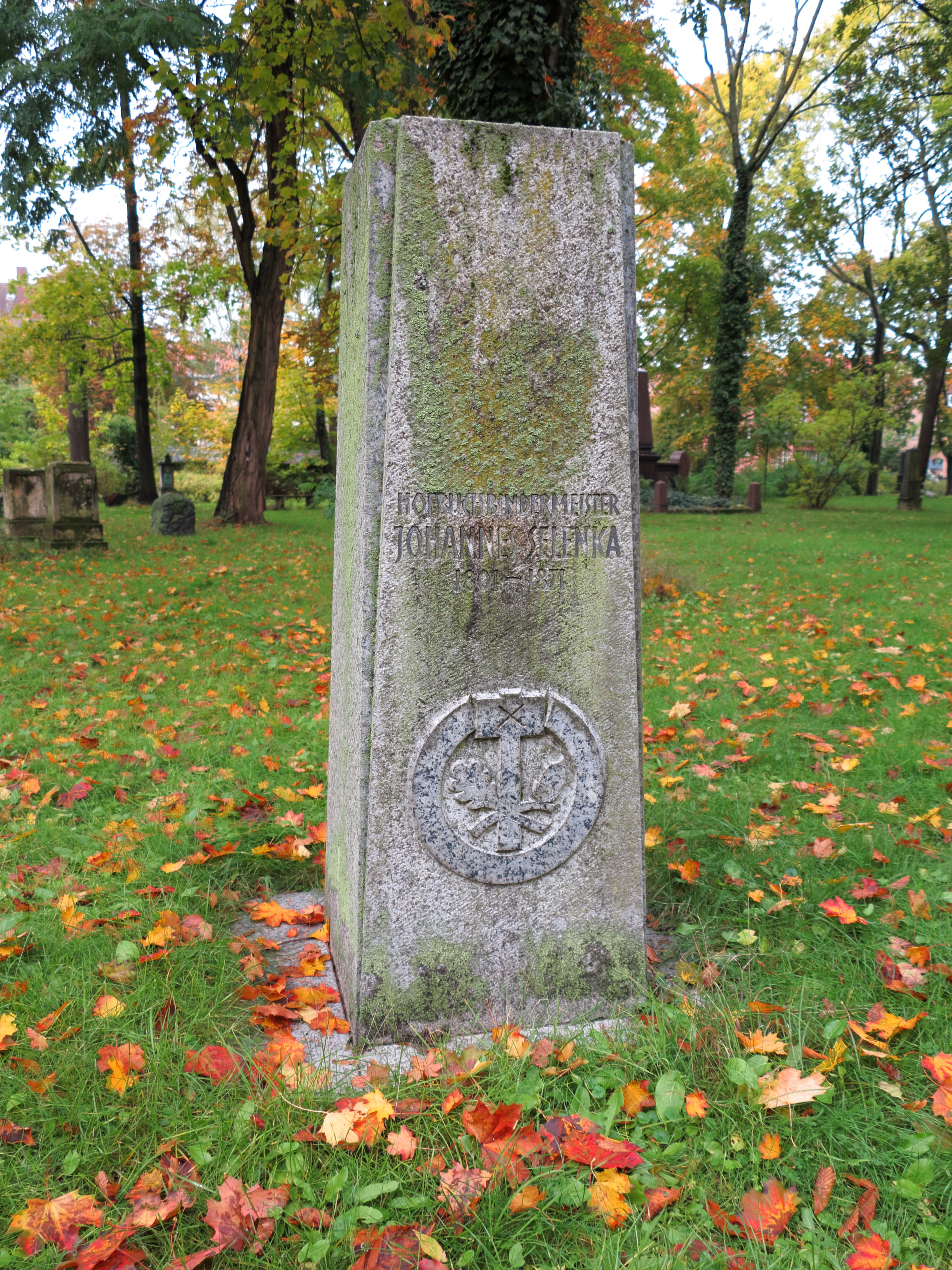
Das Grabmal Selenkas auf dem Magnifriedhof

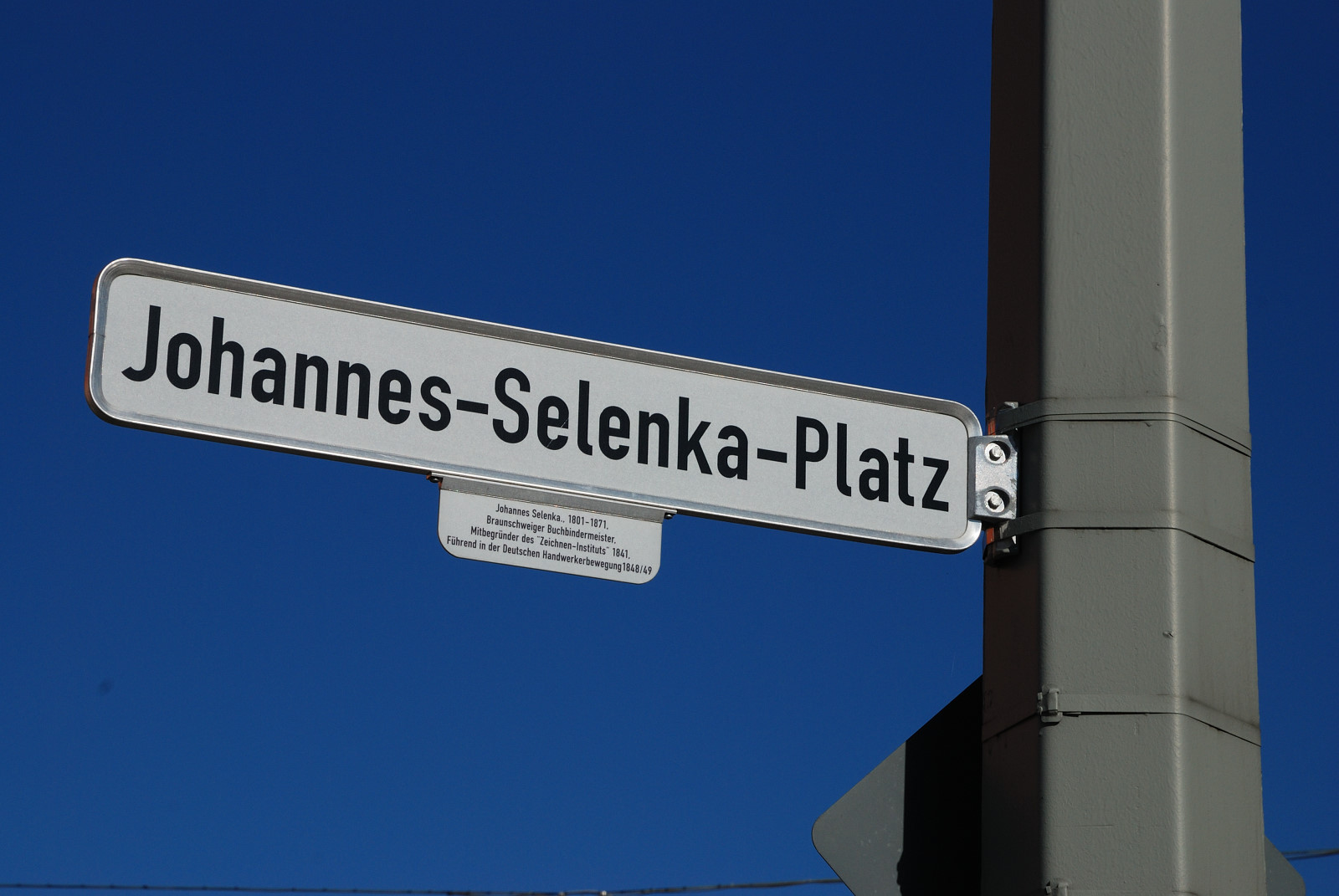
Straßenschild des Johannes-Selenka-Platzes in Braunschweig

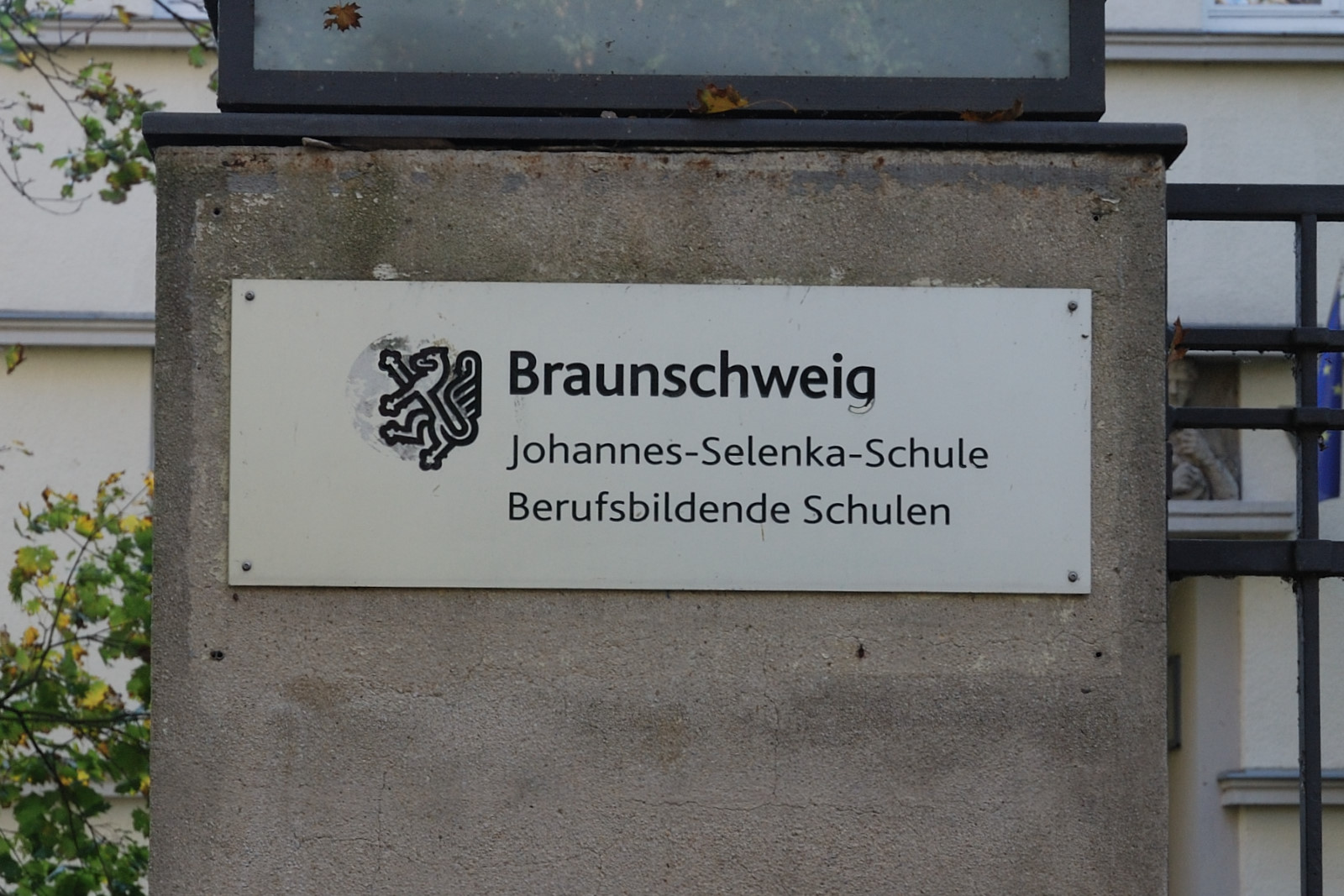
Die nach Selenka benannte Berufsbildende Schule in Braunschweig

Johannes Jacob Selenka (* 25. Juni 1801 in Hochheim am Main; † 14. Mai 1871 in Braunschweig) war ein deutscher Buchbinder, Wegbereiter der deutschen Handwerkerbewegung und Handwerksordnung sowie Mitbegründer einer Vorläufereinrichtung der Hochschule für Bildende Künste Braunschweig (HBK).

## Der Hofbuchbinder
Johannes Selenka war eines von sechs Kindern des Hochheimer Präfekten Philipp Selenka und seiner Frau Josepha. Nach dem Tode der Eltern 1813 trat der Zwölfjährige bei einem Buchbinder in die Lehre. Auf seiner Wanderschaft als Geselle kam Selenka 1824 nach Braunschweig, wurde dort sesshaft, Mitglied der „Ehrsamen Buchbinder-Gilde“ und im gleichen Jahr Buchbindermeister. 1826 heiratete er Clara Pilf, Tochter des Braunschweiger Buchbindermeisters Johann Joseph Pilf. Aus der Ehe gingen sieben Kinder hervor, darunter der spätere Naturwissenschaftler Emil Selenka. Johannes Selenka arbeitete zunächst in der Werkstatt seines Schwiegervaters, ab 1834 in einem eigenen Betrieb.
Aufgrund seiner außergewöhnlichen handwerklichen und künstlerischen Fähigkeiten verlieh ihm der Braunschweiger Herzog 1839 den Titel eines Hofbuchbindermeisters. Selenka beschäftigte Zeichner und Graveure, seine Arbeiten galten als Muster handwerklicher Qualität wie künstlerischer Gestaltung.

## Gründung des „Zeichen-Instituths“
Selenka engagierte sich im 1838 gegründeten „Gewerbeverein des Herzogthums Braunschweig“, der sich um die Nachwuchsförderung kümmerte und 1841 eine Fortbildungsstätte für junge Handwerker gründete, das „Zeichen-Instituth“ – erstes seiner Art im Braunschweigischen. Es wurde 1855 von der Stadt übernommen und in die „Handwerker- und Fortbildungsschule“ umgewandelt. Diese entwickelte sich schließlich weiter zur heutigen HBK (Hochschule für Bildende Künste), deren Standort am "Johannes-Selenka-Platz" nach ihm benannt wurde. In derselben Tradition sehen sich heute auch noch die Berufsbildende Schule "Johannes-Selenka-Schule" in Braunschweig mit ihrer Druckabteilung und der Fachoberschule Gestaltung. 

## Die Handwerksbewegung
Im Revolutionsjahr 1848 nahm Selenka als Vertreter der Braunschweiger Gilden am Norddeutschen Handwerkerkongress in Hamburg teil, wurde zu dessen Vizepräsidenten gewählt (die Präsidentschaft lehnte er ab) und legte ein von der Versammlung einhellig verabschiedetes Programm vor.
Dessen zentraler Inhalt war die Einberufung des ersten deutschen Handwerker- und Gewerbekongresses einen Monat später in Frankfurt am Main. Dieser Kongress der Handwerksmeister, an dem Selenka wiederum als einziger Braunschweiger Abgeordneter teilnahm, formulierte den „Entwurf einer allgemeinen Handwerker- und Gewerbeordnung für Deutschland“ und legte ihn der Paulskirchenversammlung vor. Ziel war es, das Handwerk am Beginn der Industrialisierung vor Verarmung und schrankenloser Gewerbefreiheit zu schützen. Weitere, bis heute gültige zentrale Elemente waren eine einheitliche betriebliche und schulische Lehrlingsausbildung sowie die Meisterprüfung als einzige Voraussetzung zu Betriebsführung und Ausbildungsbefähigung.
Das Programm blieb damals jedoch weitgehend folgenlos. Selenka wurde im November 1848 zum Präsidenten des ersten Braunschweiger Handwerkerkongresses in Wolfenbüttel gewählt und suchte als solcher vergeblich, seine programmatischen Ideen wenigstens im Herzogtum Braunschweig umzusetzen. Umfassende Aufnahme haben die Forderungen der Handwerker letztlich erst im bundesrepublikanischen Gesetz zur Ordnung des Handwerks von 1953 gefunden.

## „Deutsch-katholischer“ Christ
Selenka war katholisch getauft, sagte sich aber 1845 vom Katholizismus los und war maßgeblich beteiligt an der Gründung einer deutsch-katholischen Gemeinde in Braunschweig, der er bis zu ihrer Auflösung 1853 vorstand.
Nach Johannes Selenka ist in Braunschweig außer der Berufsschule der Platz vor der HBK benannt (siehe oben).

## Werke
- Die deutsch-katholische Gemeinde in Braunschweig. Von ihrer Entstehung am 7. März 1845 an bis Pfingsten 1847. Aus den Acten und Urkunden mit Beziehung auf die Rechte der römisch-katholischen Kirche daselbst zusammengestellt. Selbstverlag, Braunschweig 1847, OCLC 256105216.

## Weblink
| Personendaten    | Personendaten                                               |
| ---------------- | ----------------------------------------------------------- |
| NAME             | Selenka, Johannes                                           |
| ALTERNATIVNAMEN  | Selenka, Johannes Jacob (vollständiger Name)                |
| KURZBESCHREIBUNG | deutscher Buchbinder und Wegbereiter der Handwerkerbewegung |
| GEBURTSDATUM     | 25. Juni 1801                                               |
| GEBURTSORT       | Hochheim am Main                                            |
| STERBEDATUM      | 14. Mai 1871                                                |
| STERBEORT        | Braunschweig                                                |